# Henrietta Edwards

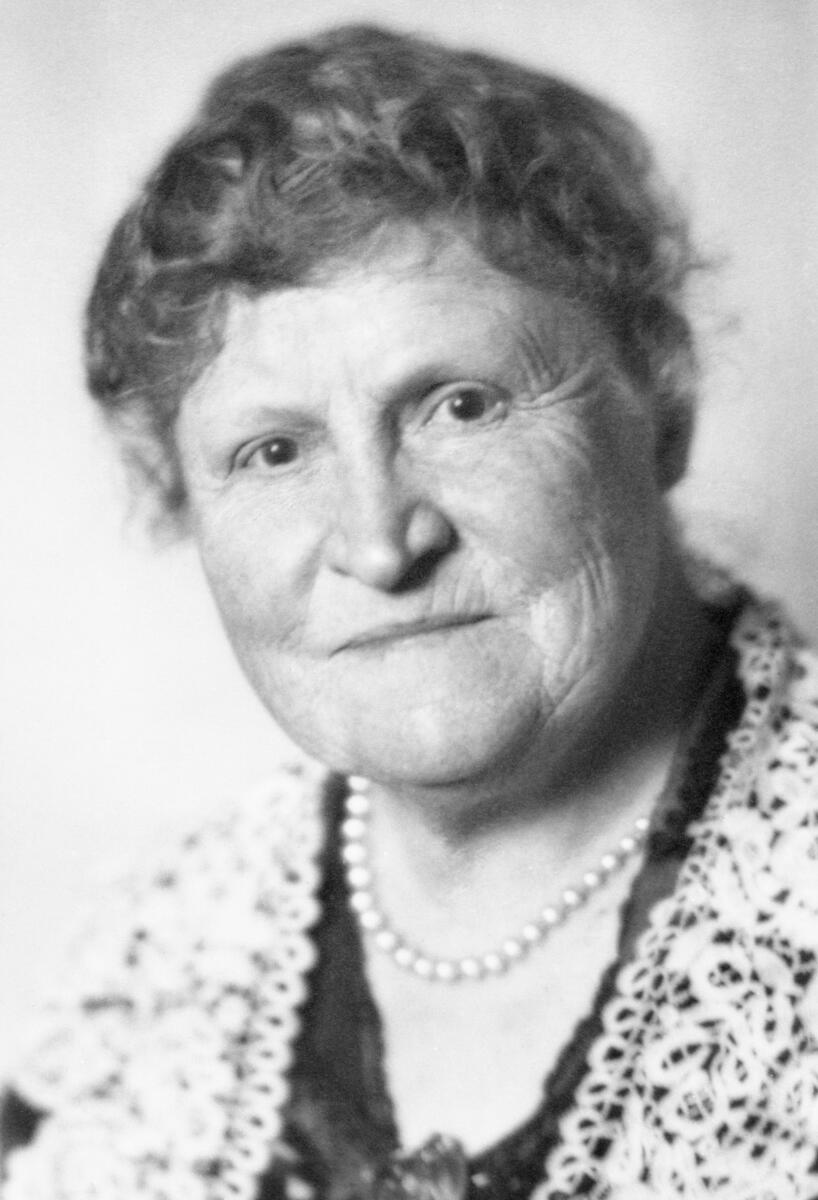
Henrietta Muir Edwards

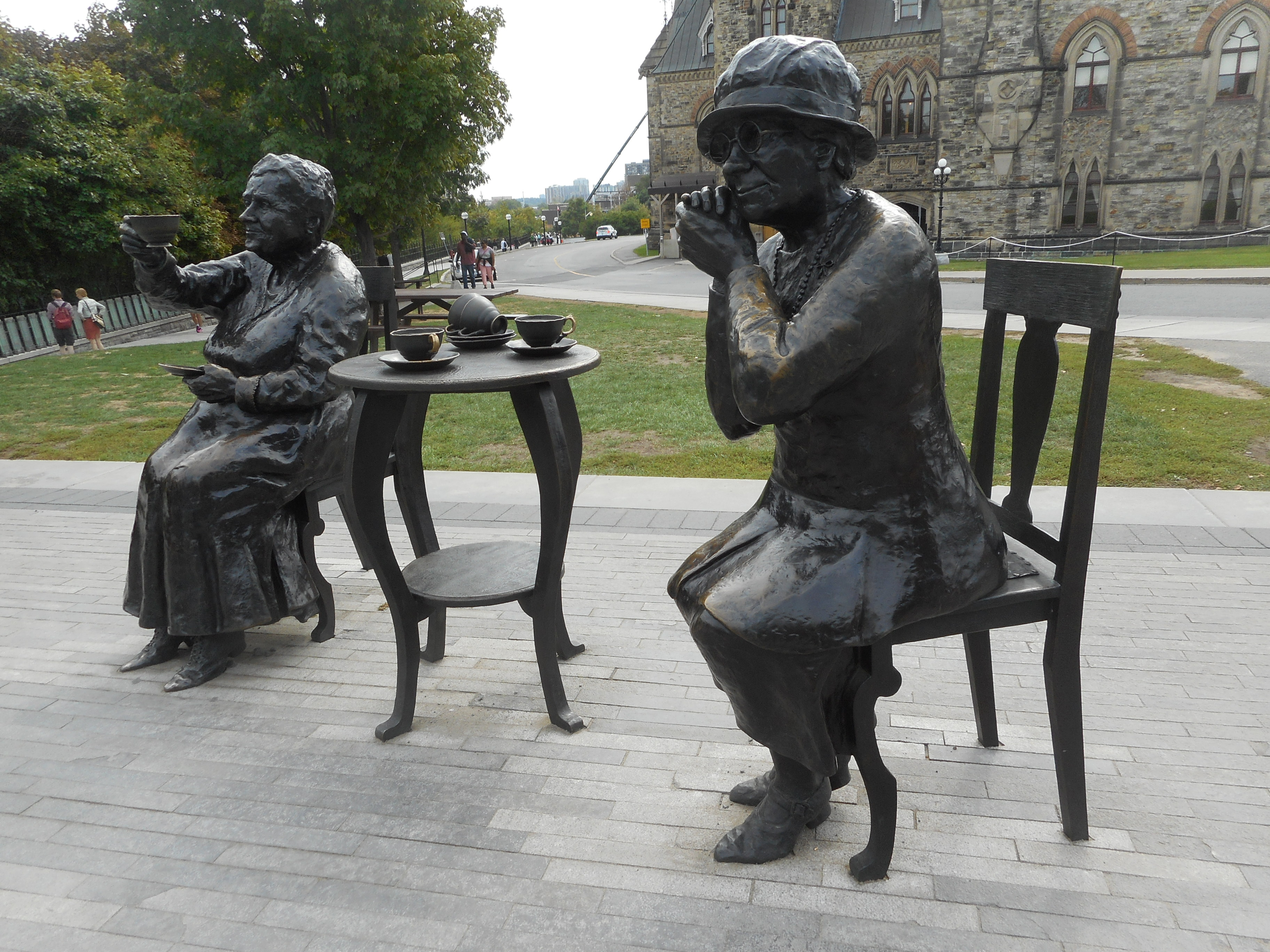
Statue von zwei der „Famous Five“ (Edwards mit erhobener Tasse), Parliament Hill, Ottawa

Henrietta Louise Edwards, geborene Muir (* 18. Dezember 1849 in Montreal, Québec; † 10. November 1931 in Fort Macleod, Alberta) war eine kanadische Frauenrechtlerin, Reformerin und Mitglied der sogenannten The Famous Five.

## Leben
Nach ihrer Heirat mit Oliver C. Edwards und der Geburt ihrer drei Kinder zog die Familie nach Saskatchewan. Schon als junge Frau unterstützte sie verschiedenen feministischen Anliegen, gründete 1875 die „Working Girls’ Association“, um die berufliche Ausbildung von Frauen zu unterstützen und gab die Zeitschrift Women’s Work in Canada heraus. 1893 gründete sie zusammen mit Ishbel Maria Hamilton-Gordon das National Council of Women und den Victorian Order of Nurses.
Zusammen mit Nellie McClung, Irene Parlby, Emily Murphy und Louise McKinney war sie eine der Frauen von „The Famous Five“ (auch Valiant Five genannt). Die fünf trieben 1927 erfolgreich eine Petition, den Persons Case, voran, der den Begriff „Person“ im British North America Act von 1867 klärte. Es wurde festgestellt, dass Frauen tatsächlich Personen im Sinne des Gesetzes seien und es ihnen damit erlaubt sei, Mitglieder des kanadischen Senats zu werden. Dieser Abschnitt hatte bis dahin dafür gesorgt, dass Frauen von politischen Ämtern ausgeschlossen worden waren.
Der Senat beschloss im Oktober 2009, Edwards und die anderen Mitglieder der Famous Five zu Kanadas ersten „honorary senators“ zu ernennen. Die kanadische Regierung, vertreten durch den für das Historic Sites and Monuments Board of Canada zuständigen Minister, hatte Edwards bereits am 26. November 1962 für ihr Wirken geehrt und sie zu einer „Person von nationaler historischer Bedeutung“ erklärt.